# 元山駅 (香川県)

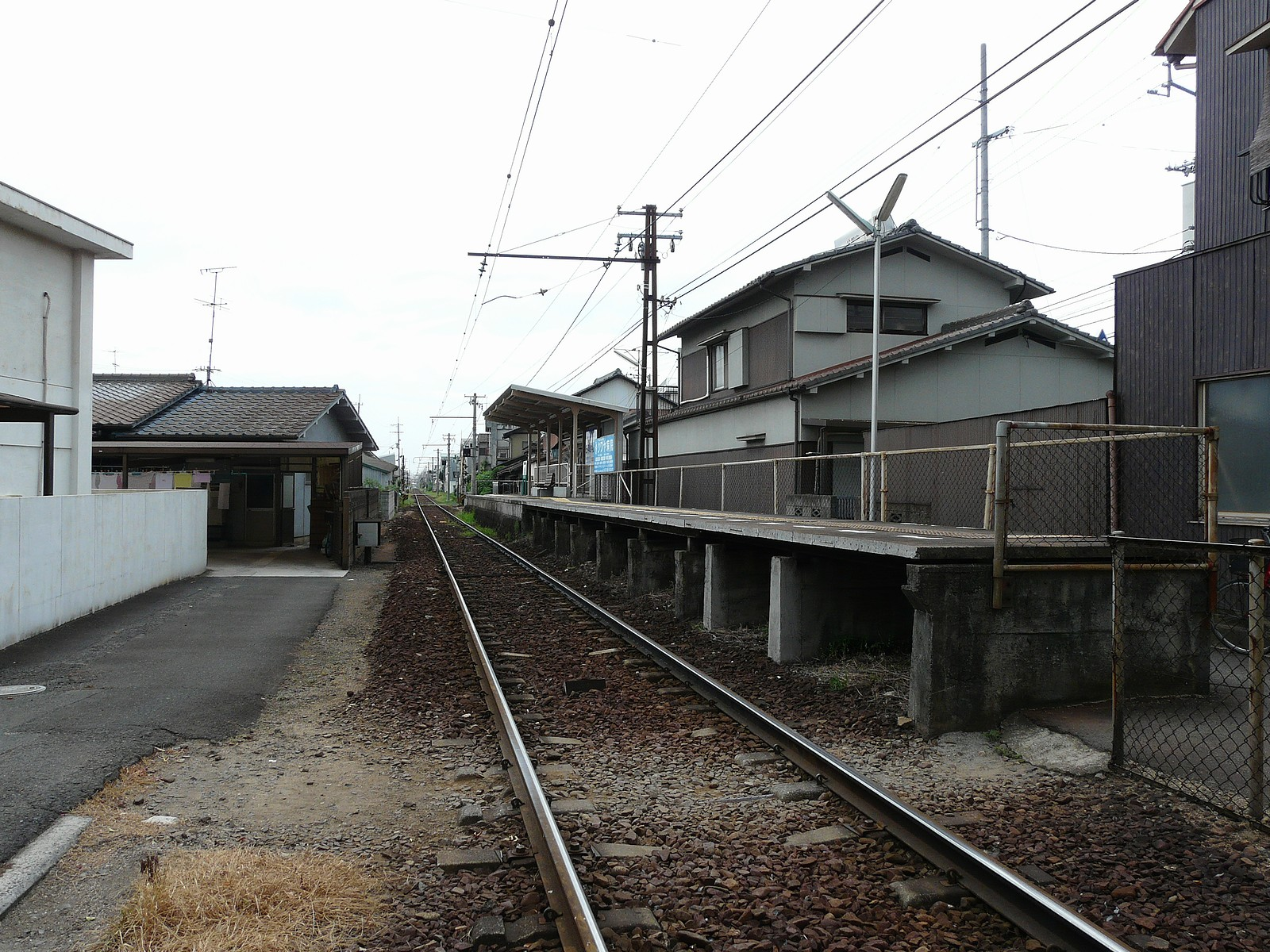
ホーム　水田方より

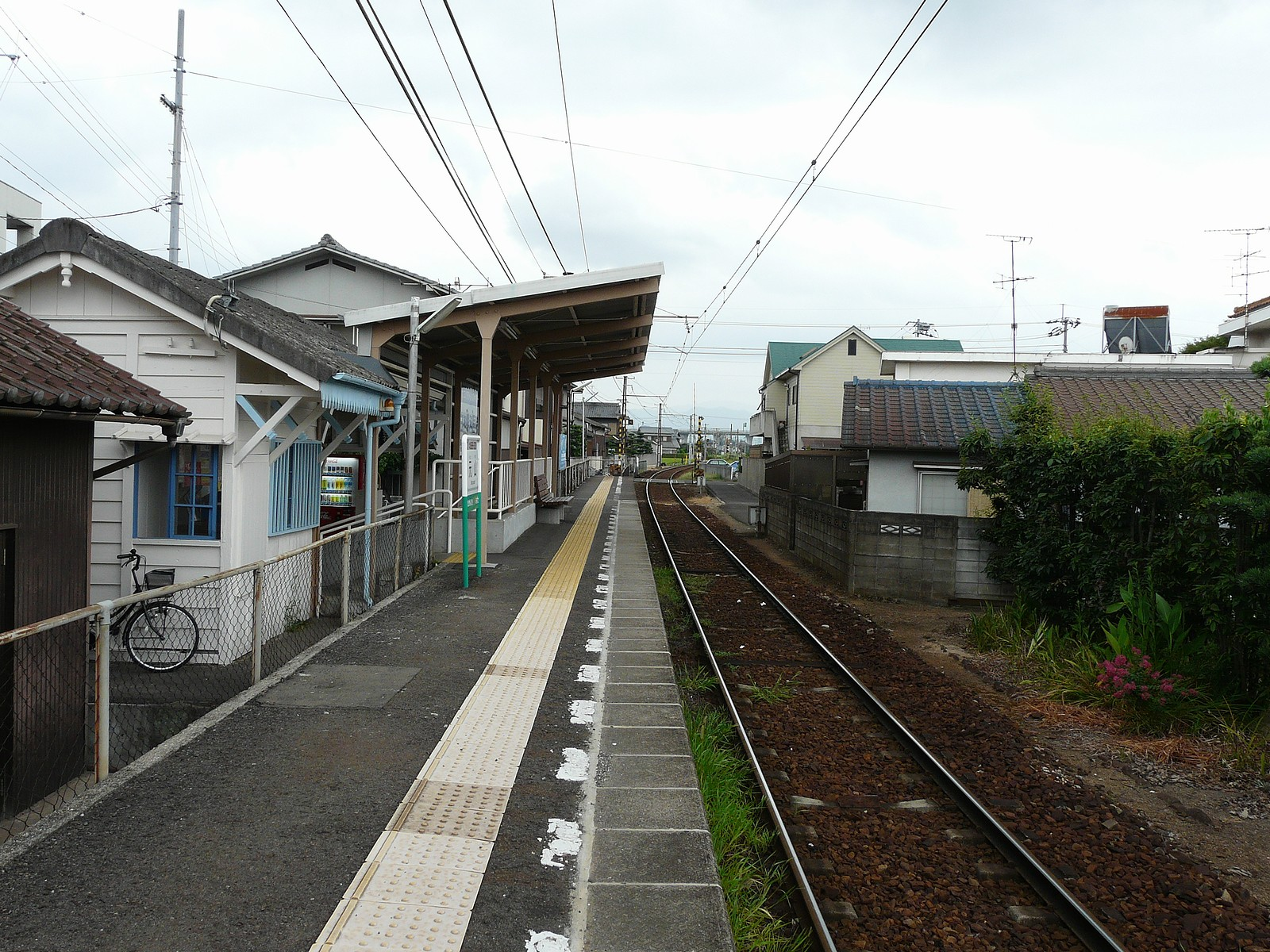
ホーム　木太東口方より

元山駅（もとやまえき）は、香川県高松市元山町にある、高松琴平電気鉄道長尾線の駅である。駅番号はN06。

## 駅構造
単式ホーム1面1線を有する。
戦後すぐ（1950年頃）までは相対式ホームであり、交換設備を有していたという。

## 利用状況
1日の平均乗降人員は以下の通りである。
| 1日乗降人員推移 | 1日乗降人員推移 |
| 年度            | 1日平均人数     |
| --------------- | --------------- |
| 2011年          | 634             |
| 2012年          | 654             |
| 2013年          | 695             |
| 2014年          | 710             |
| 2015年          | 772             |
| 2016年          | 802             |
| 2017年          | 854             |
| 2018年          | 857             |

## 駅周辺
- 高松市立協和中学校
- 川添郵便局 - 民営化前は集配局で、郵便番号761-03**の地域を受け持っていた。
- 高松信用金庫元山支店
- 元山バス停
- 香川県道156号西植田高松線

## 歴史
- 1912年4月30日 高松電気軌道の駅として開業。
- 1943年11月1日 会社合併により高松琴平電気鉄道長尾線の駅となる。
- 2006年2月28日　スロープ新設工事完成によりバリアフリー化。
- 2009年2月6日 駅本屋が経済産業省より「近代化産業遺産」に認定。

## 隣の駅
高松琴平電気鉄道
■長尾線
木太東口駅（N05） - 元山駅（N06） - 川島口駅 - 水田駅（N07）